# Percy Jocelyn
Percy Jocelyn (* 29. November 1764; † 3. September 1843) war ein anglikanischer Bischof der Diözese Clogher von 1820 bis 1822.

## Leben
Als dritter Sohn von Robert Jocelyn, dem Earl of Roden, graduierte er mit einem B.A. am Trinity College Dublin. Jocelyn war der Rektor von Tamlaght, Erzdiakon von Ross (1788–1790), Schatzmeister von Armagh (1790–1809), Prebend von Lismore (1796–1809) und Bischof von Ferns and Leighlin (1809–1820), ab 1820 Bischof von Clogher.
Am 19. Juli 1822 wurde Jocelyn beim Geschlechtsverkehr mit dem Grenadier Guard John Moverley im Hinterzimmer des Pub The White Lion am Sankt Albans Place, Westminster, überrascht. Beide wurden von der Polizei festgenommen und gegen Kaution, die vom Earl of Roden hinterlegt wurde, freigelassen. Jocelyn flüchtete nach Schottland, wo er einen anderen Namen annahm und als Butler arbeitete.
In Abwesenheit wurde Jocelyn vom Metropolitan Court of Armagh im Oktober 1822 wegen „the crimes of immorality, incontinence, Sodomitical practice, habits, and prospensities, and neglect of his spiritual, judicial, and ministrial duties“ verurteilt.

## Jocelyn als Gegenstand von Satiren und Schmähversen
Jocelyn war der in der Hierarchie der anglikanischen Kirche höchststehende Geistliche, der im 19. Jahrhundert in einen öffentlichen Sexskandal verwickelt war. Der Vorfall wurde in Irland satirisch aufgegriffen. Aus dem Volk kamen populäre Zoten. Es erschienen verschiedene illustrierte, satirische Cartoons, Pamphlete und Limericks wie beispielsweise:
The Devil to prove the Church was a farce

Went out to fish for a Bugger

He baited his hook with a Soldier’s arse

And pulled up the Bishop of Clogher
Zu zeigen die Kirch’ sei 'ne Farce ging der Satan

aus ’nen Arschficker zu fischen

’nen Soldatenarsch am Haken, braucht er nicht lang warten,

und kann den Bischof von Clogher auftischen.

## Mutmaßungen über Jocelyns Tod und das Grab
Die genauen Todesumstände und das Grab Jocelyns sind unbekannt. Es wird angenommen, dass er in Edinburgh starb und unter dem Namen Thomas Wilson begraben wurde. Andererseits wurde, als man (im Jahre 1995 oder kurz zuvor) die Gruft der Familie Jocelyn an der Kilco Parish Church in Bryansford, County Down in Nordirland, öffnete, ein nicht gekennzeichneter Sarg entdeckt, der nicht zugeordnet werden konnte. Dies könnte der Sarg des Percy Jocelyn sein.
178 Jahre nach dem Vorfall erlaubte die Church of Ireland Historikern, ihre Unterlagen über die Affäre einzusehen. Der anglikanische Erzbischof von Armagh, Charles D’Arcy, hatte in den 1920ern angeordnet, die Aufzeichnungen zu verbrennen, doch diese Anordnung war nicht befolgt worden. Daher konnte der Historiker Matthew Parris diese Materialien für sein Buch The Great Unfrocked verwenden.